# Goepfert-Brunnen

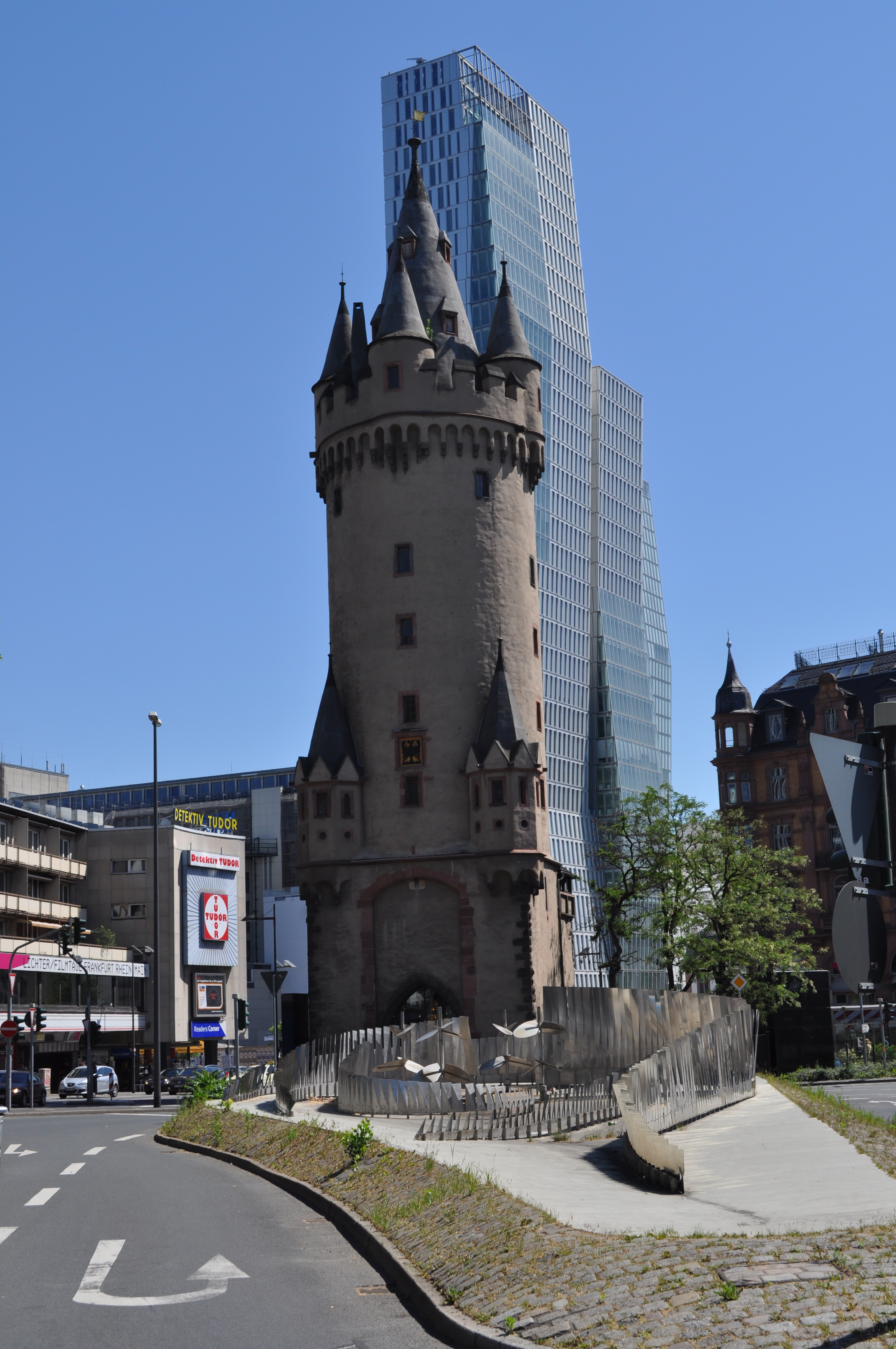
Göpfert-Brunnen und Eschenheimer Turm

Der Goepfert-Brunnen ist eine Zierbrunnenanlage vor dem Eschenheimer Turm in Frankfurt am Main. Sie ist nach ihrem Schöpfer, dem Bildhauer Hermann Goepfert, benannt.

## Der Brunnen
Im Rahmen des Baus der U-Bahn Frankfurt entstand eine spitz zulaufende Verkehrsinsel am Eschenheimer Tor. Auf dieser wurde von 1967 bis 1970 durch den Maler und Objektkünstler Hermann Goepfert eine kinetische Brunnenanlage gestaltet. Die seeähnliche Brunnenskulptur mit 50 m Länge, 14 m Breite und Aluminiumwänden mit bis zu 2,50 m Höhe ist mit fünf sich drehenden Rotoren ausgestattet, über die das Wasser in das Becken fließt. Die 1968 in Betrieb genommene Brunnenanlage war von Anfang an umstritten. Die verwendeten Aluminiumspitzen glänzten wie Haifischzähne in der Sonne. Der Volksmund gab dem Brunnen daher den Spitznamen Mackie Messer. Der Berufsverband bildender Künstler warf dem Hochbauamt vor, Goepfert diesen (und viele andere) Aufträge durch „unseriöse Machenschaften“ zugeschanzt zu haben. Goepfert schuf in dieser Zeit für die Stadt Frankfurt unter anderem den Lichtturm am Heinrich-von-Gagern-Gymnasium, das Objekt in der Ernst-Reuter-Schule, das Optophonium in der Spastikerschule und den Klimaturm im Nordwestzentrum. Laute Kritik kam von Autofahrern und der IHK Frankfurt am Main. Die sich bewegenden Aluminiumelemente und das darüber fließende Wasser erzeugten Lichtreflexe und Blendwirkungen und gefährdeten so die Verkehrssicherheit. Gefordert wurde die Versetzung an einen anderen Ort. Auch die Unterhaltungskosten wurden thematisiert.
2004 wurde der Brunnen bei einem Autounfall stark beschädigt. Ein Autofahrer hatte mit überhöhter Geschwindigkeit die Kontrolle über den Wagen verloren und beschädigte die Alu-Palisaden und Getriebe. Der Brunnen wurde mit einem Aufwand von 85.000 € wieder instand gesetzt. 2005 wurde bei Bauarbeiten am darunterliegenden U-Bahnhof Eschenheimer Tor versehentlich die Abwasserleitung des Brunnens abgetrennt. Seitdem führt der Brunnen kein Wasser mehr. 2018 bezifferte die Stadt die Kosten für eine Wiederinbetriebnahme auf 700.000 €. Da diese Gelder im Haushalt nicht bereitstehen, bleibt der Brunnen bis auf weiteres trocken.